# Garibius branneri
Garibius branneri är en mångfotingart som först beskrevs av Charles Harvey Bollman 1888.  Garibius branneri ingår i släktet Garibius och familjen stenkrypare. Inga underarter finns listade i Catalogue of Life.